# NGC 5534
NGC 5534 est une galaxie spirale intermédiaire (barrée ?) située dans la constellation de la Vierge. Sa vitesse par rapport au fond diffus cosmologique est de 2 892 ± 18 km/s, ce qui correspond à une distance de Hubble de 42,7 ± 3,0 Mpc (∼139 millions d'al). NGC 5534 a été découverte par l'astronome allemand Wilhelm Tempel en 1881.
La classe de luminosité de NGC 5534 est I-II et elle présente une large raie HI. Elle renferme également des régions d'hydrogène ionisé. C'est aussi une galaxie à sursaut de formation d'étoiles. NGC 5534 est une galaxie dont le noyau brille dans le domaine de l'ultraviolet. Elle est inscrite dans le catalogue de Markarian sous la cote Mrk 1379 (MK 1379).
À ce jour, une mesure non basée sur le décalage vers le rouge (redshift) donne une distance d'environ 31,800 Mpc (∼104 millions d'al). Cette valeur est nettement à l'extérieur des valeurs de la distance de Hubble. Notons cependant que c'est avec la valeur moyenne des mesures indépendantes, lorsqu'elles existent, que la base de données NASA/IPAC calcule le diamètre d'une galaxie et qu'en conséquence le diamètre de NGC 5534 pourrait être d'environ 17,9 kpc (∼58 400 al) si on utilisait la distance de Hubble pour le calculer.

## Supernova
La supernova SN 2001bq a été découverte dans NGC 5534 le 10 mai 2001 à Yamagata au Japon par l'astronome japonais Koichi Itagaki. Cette supernova était de type II.

## PGC 51057
La distance de Hubble PGC 51057 est égale à 41,83 ± 2,94 Mpc (∼136 millions d'al), ce qui situe cette formation à peu près à la même distance que NGC 5534. Il pourrait s'agir d'une petite galaxie satellite de NGC 5534, mais rien ne le prouve.